# Lijst van burgemeesters van Aduard
Dit is een lijst van burgemeesters van de voormalige Nederlandse gemeente Aduard in de provincie Groningen.
| Ambtsperiode | Naam burgemeester                        | Partij of stroming | Bijzonderheden                                                                                          |
| ------------ | ---------------------------------------- | ------------------ | --- |
| 1811 - 1813  | Hermannus ter Veer                       |                    | |
| 1813 - 1823  | Cornelis Boelens                         |                    | ovl. 10 augustus 1822                                                                                   |
| 1823 - 1855  | Hendrik Mennes Bennema                   |                    | |
| 1855 - 1867  | Gaaike Bennema                           |                    | |
| 1867 - 1877  | Warmolt Tonckens                         |                    | ovl. 15 augustus 1877                                                                                   |
| 1877 - 1879  | Alexander Carel Jan Frederik Bouwmeester |                    | was burgemeester van Rolde                                                                              |
| 1879         | Albertus Petrus ter Meulen               |                    | werd later dat jaar burgemeester van Wedde                                                              |
| 1879 - 1884  | Albertus Houwink Lzn.                    |                    | werd burgemeester van Marum                                                                             |
| 1884 - 1897  | Sebo Cornelis Tuymelaar                  |                    | werd burgemeester van Waddinxveen                                                                       |
| 1897 - 1902  | Harmannus Gaaikema                       |                    | was burgemeester van Noordbroek, werd burgemeester van Gaasterland                                      |
| 1902 - 1904  | Anthonie Willem Kamp                     |                    | |
| 1904 - 1915  | Djurre Pieter Teenstra                   |                    | werd burgemeester van Wildervank                                                                        |
| 1916 - 1946  | Joan van Barneveld                       |                    | tussen 1944 en 1945 met ziekteverlof, vervangen door een NSB-burgemeester met de bijnaam 'Pietje Bell'. |
| 1946 - 1961  | Henderik Seinen                          |                    | was gemeentesecretaris van Uithuizermeeden                                                              |
| 1961 - 1980  | Jacobus Hendrik Goeman Borgesius         | VVD                | werd burgemeester van Menaldumadeel                                                                     |
| 1980 - 1981  | Tjakko Tjakkes                           | VVD                | [ 1 ]                                                                                                   |
| 1982 - 1989  | Henderikus (Rieks) Blok                  | CDA                | werd burgemeester van Ten Boer                                                                          |